# Dolores Costello
Dolores Costello (Pittsburgh, 17 settembre 1903 – Fallbrook, 1º marzo 1979) è stata un'attrice statunitense.
Soprannominata Goddess of the Silent Screen (dea del cinema muto), aveva calcato le tavole del palcoscenico fin da bambina. Nel 1926 vinse l'edizione di quell'anno del premio WAMPAS Baby Stars, un'iniziativa pubblicitaria promossa negli Stati Uniti dalla Western Association of Motion Picture Advertisers, che premiava ogni anno tredici ragazze giudicate pronte ad iniziare una brillante carriera nel cinema.
Discendente di una famiglia di famosi attori, i Costello, Dolores si sposò con John Barrymore anche lui appartenente a una celebre dinastia di attori teatrali. Dal loro matrimonio nacque John Drew Barrymore e l'attrice Drew Barrymore è loro nipote.

## Biografia
Figlia d'arte (suo padre era il celebre attore Maurice Costello e la madre era Mae Costello (nata Mae Altschuk), anche lei famosa attrice teatrale, sorella di Helene Costello, Dolores nacque in Pennsylvania, a Pittsburgh. Insieme alla sorella Helene, fece le sue prime apparizioni cinematografiche da piccola, debuttando a soli sei anni, in un ruolo di fata nel A Midsummer Night's Dream (1909) di James Stuart Blackton e Charles Kent. Recitò per la Vitagraph come attrice bambina fino al 1915. Molti dei suoi film di quel periodo hanno come protagonista suo padre, star del cinema muto.
Le due sorelle Costello lavorarono anche a Broadway: il loro successo sul palcoscenico con un numero di danza a due per la rivista George White Scandals of 1924 le portò a essere messe sotto contratto dalla Warner Bros. Nel 1926, Dolores girò Il mostro del mare, un film drammatico tratto da Moby Dick: nel ruolo del capitano Achab, recitava il grande John Barrymore che, all'epoca, aveva 44 anni, ventitré più di Dolores. Tra la giovane attrice e il grande seduttore scoccò la scintilla: la loro relazione sfociò, due anni dopo, nel matrimonio che peraltro, dopo la nascita di due figli, Dolores (1930) e John Drew (1932), terminò nel 1934 con il divorzio.

## Riconoscimenti
- WAMPAS Baby Stars (1926)
- Hollywood Walk of Fame (Star of Motion Pictures; 1645 Vine Street; 8 febbraio 1960)
- Young Hollywood Hall of Fame (1908-1919)

## Filmografia
La filmografia è completa. Quando manca il nome del regista, questo non viene riportato nei titoli
- A Midsummer Night's Dream, regia di James Stuart Blackton, Charles Kent – cortometraggio (1909)
- The Telephone – cortometraggio (1910)
- Consuming Love; or, St. Valentine's Day in Greenaway Land – cortometraggio (1911)
- The Geranium, regia di Van Dyke Brooke – cortometraggio (1911)
- The Child Crusoes, regia di Van Dyke Brooke – cortometraggio (1911)
- His Sister's Children – cortometraggio (1911)
- A Reformed Santa Claus – cortometraggio (1911)
- Some Good in All, regia di Maurice Costello e Robert Gaillard – cortometraggio (1911)
- Captain Jenks' Dilemma – cortometraggio (1912)
- The Meeting of the Ways – cortometraggio (1912)
- L'onore del nome (For the Honor of the Family), regia di Van Dyke Brooke – cortometraggio  (1912)
- She Never Knew, regia di Charles Kent – cortometraggio (1912)
- Lulu's Doctor, regia di Van Dyke Brooke – cortometraggio (1912)
- The Troublesome Step-Daughters, regia di George D. Baker – cortometraggio (1912)
- The Money Kings, regia di Van Dyke Brooke e William Humphrey – cortometraggio (1912)
- A Juvenile Love Affair, regia di Charles Kent – cortometraggio (1912)
- Wanted... a Grandmother – cortometraggio (1912)
- Vultures and Doves – cortometraggio (1912)
- Her Grandchild – cortometraggio (1912)
- Captain Barnacle's Legacy, regia di Van Dyke Brooke – cortometraggio (1912)
- Bobby's Father – cortometraggio (1912)
- The Irony of Fate, regia di Albert W. Hale – cortometraggio (1912)
- The Toymaker – cortometraggio (1912)
- Song of the Shell, regia di Ralph Ince – cortometraggio (1912)
- Ida's Christmas, regia di Van Dyke Brooke – cortometraggio (1912)
- A Birthday Gift, regia di Charles Kent – cortometraggio (1913)
- The Hindoo Charm, regia di Maurice Costello – cortometraggio (1913)
- In the Shadow, regia di James Lackaye – cortometraggio (1913)
- Fellow Voyagers, regia di Maurice Costello e Eugene Mullin – cortometraggio (1913)
- Some Steamer Scooping, regia di Maurice Costello – cortometraggio (1914)
- Etta of the Footlights, regia di Maurice Costello e Robert Gaillard – cortometraggio (1914)
- Too Much Burglar, regia di Maurice Costello e Robert Gaillard – cortometraggio (1914)
- The Evil Men Do, regia di Maurice Costello e Robert Gaillard – cortometraggio (1915)
- The Heart of Jim Brice, regia di Maurice Costello e Robert Gaillard – cortometraggio (1915)
- The Glimpses of the Moon, regia di Allan Dwan (1923)
- L'onesta segretaria (Lawful Larceny), regia di Allan Dwan (1923)
- Greater Than a Crown, regia di Roy William Neill (1925)
- Bobbed Hair, regia di Alan Crosland (1925)
- Mannequin, regia di James Cruze (1926)
- Il mostro del mare (The Sea Beast), regia di Millard Webb (1926)
- Bride of the Storm, regia di J. Stuart Blackton (1926)
- The Little Irish Girl, regia di Roy Del Ruth (1926)
- The Third Degree, regia di Michael Curtiz (1926)
- When a Man Loves, regia di Alan Crosland (1927)
- A Million Bid, regia di Michael Curtiz (1927)
- Il re del sottosuolo (Old San Francisco), regia di Alan Crosland (1927)
- The Heart of Maryland, regia di Lloyd Bacon (1927)
- The College Widow, regia di Archie Mayo (1927)
- I lupi della City (Tenderloin), regia di Michael Curtiz (1928)
- Glorious Betsy, regia di Alan Crosland (1928)
- L'arca di Noè (Noah's Ark) regia di Michael Curtiz (1928)
- The Redeeming Sin, regia di Howard Bretherton (1929)
- Gioco di bambole (Glad Rag Doll), regia di Michael Curtiz (1929)
- La preda azzurra (Madonna of Avenue A), regia di Michael Curtiz (1929)
- Cuori in esilio (Hearts in Exile), regia di Michael Curtiz (1929)
- Rivista delle nazioni (The Show of Shows), regia di John G. Adolfi (1929)
- Second Choice, regia di Howard Bretherton (1930)
- Expensive Women, regia di Hobart Henley (1931)
- Lord Fauntleroy (Little Lord Fauntleroy), regia di John Cromwell (1936)
- Bionda avventuriera (Yours for the Asking), regia di Alexander Hall (1936)
- The Beloved Brat, regia di Arthur Lubin (1938)
- Un colpo di vento (Breaking the Ice), regia di Edward F. Cline (1938)
- La grande corsa (King of the Turf), regia di Alfred E. Green (1939)
- Whispering Enemies, regia di Lewis D. Collins (1939)
- Fuori da quelle mura (Outside These Walls), regia di Ray McCarey (1939)
- L'orgoglio degli Amberson (The Magnificent Ambersons), regia di Orson Welles (1942)
- This Is the Army, regia di Michael Curtiz (1943)

## Doppiatrici italiane
- Marcella Rovena in L'orgoglio degli Amberson
- Benita Martini nel ridoppiaggio di L'orgoglio degli Amberson